# Prefectura Kagoshima
Prefectura Kagoshima (鹿児島県 Kagoshima-ken?) este una din prefecturile Japoniei.

## Geografie

Harta prefecturii Kagoshima

### Municipii

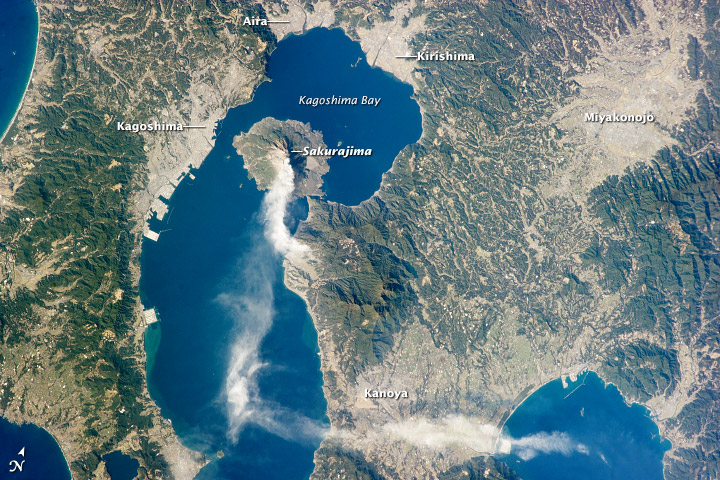
Prefectura Kagoshima privită din satelit

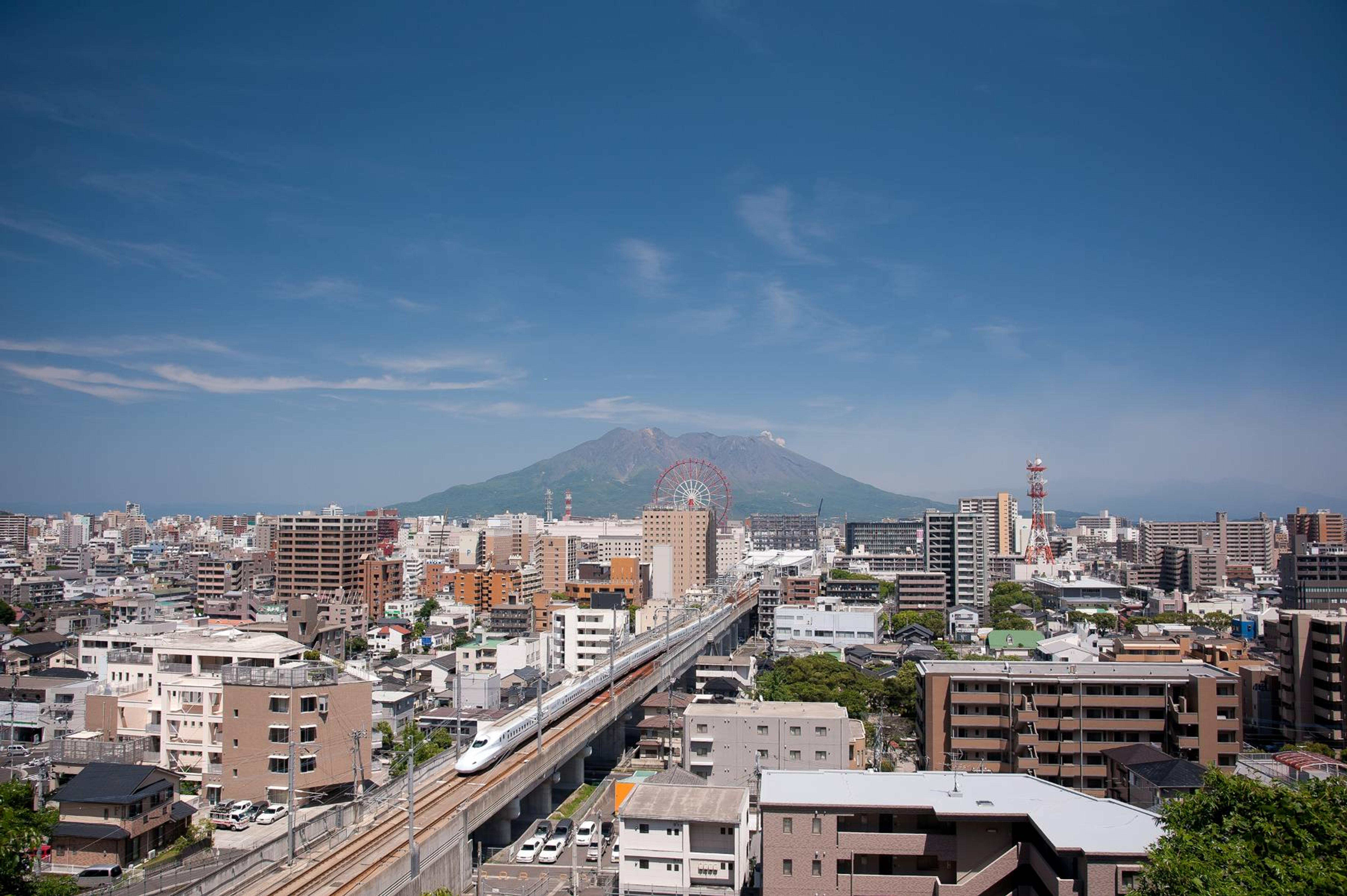
Municipiul Kagoshima pen fundalul muntelui Sakurajima

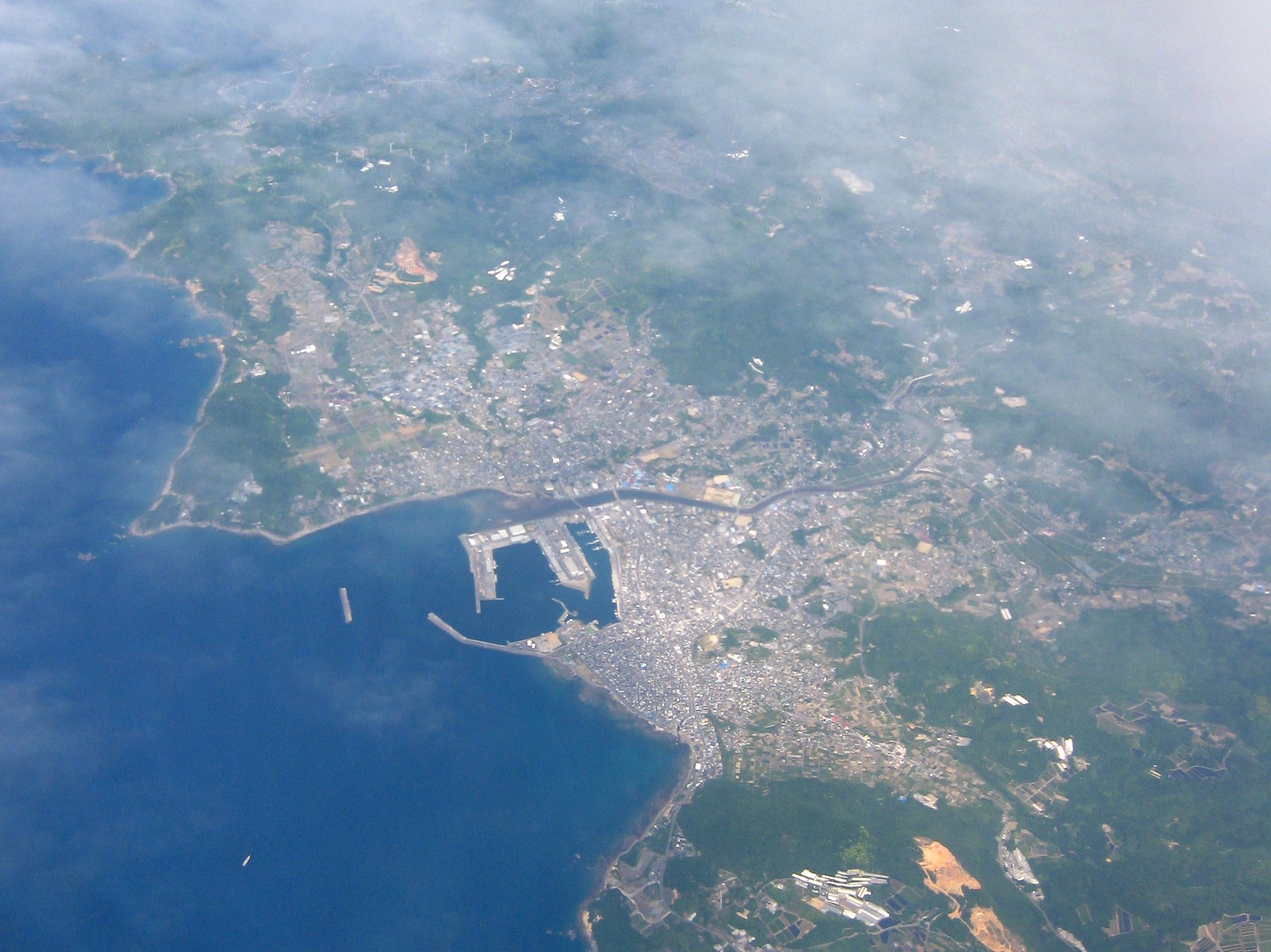
Municipiul Makurazaki

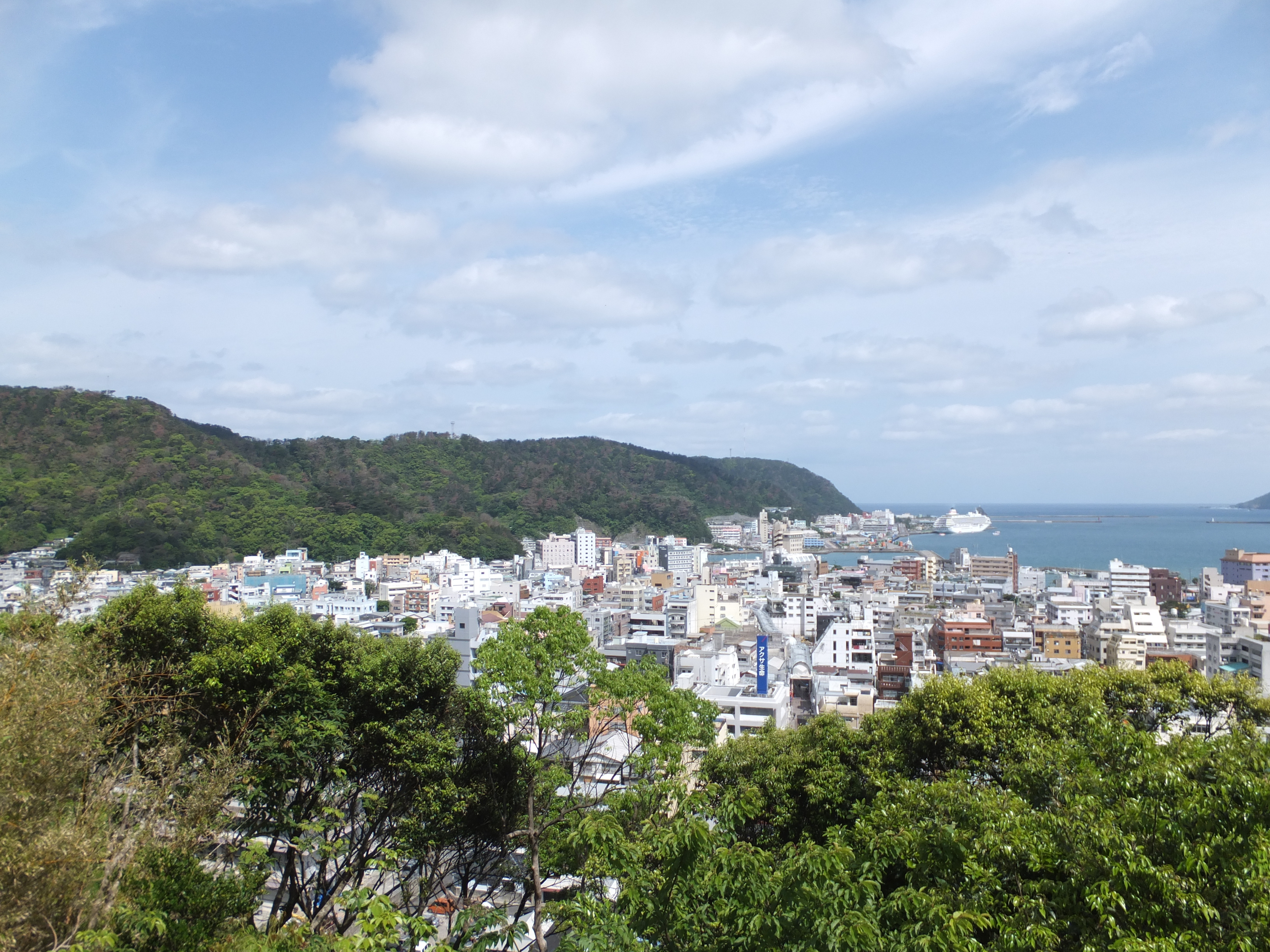
Municipiul Amami

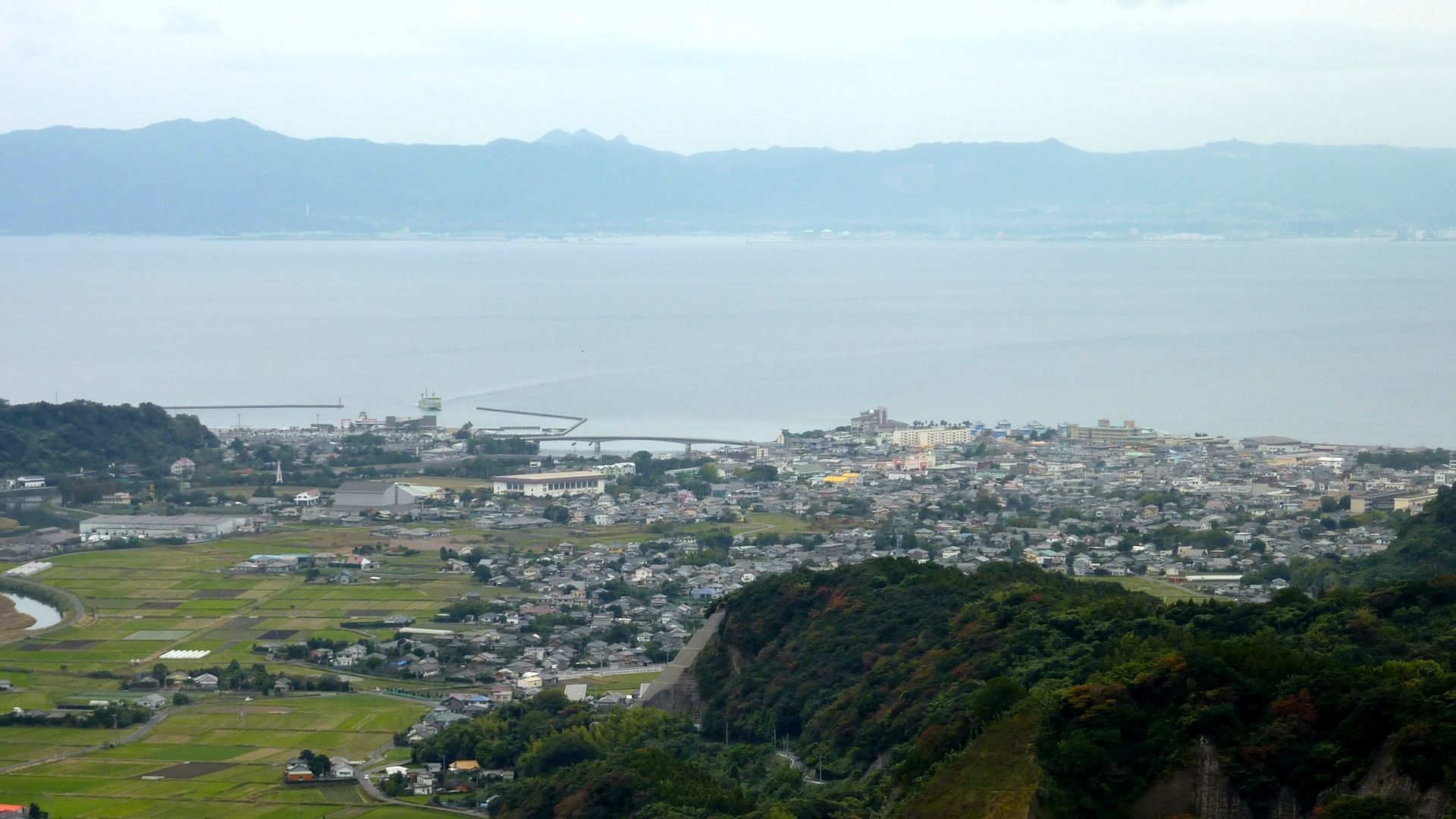
Municipiul Tarumizu

Prefectura cuprinde 19 localități cu statut de municipiu (市):
| - Aira - Akune - Amami - Hioki - Ibusuki | - Ichikikushikino - Isa - Izumi - Kagoshima (centrul prefectural) - Kanoya | - Kirishima - Makurazaki - Minamikyūshū - Minamisatsuma - Nishinoomote | - Satsumasendai - Shibushi - Soo - Tarumizu |

1. ↑   https://www.worldstatesmen.org/Japan_pref.html Lipsește sau este vid: |title= (ajutor)